# Odontestra ferox
Odontestra ferox är en fjärilsart som beskrevs av Emilio Berio 1973. Odontestra ferox ingår i släktet Odontestra och familjen nattflyn. Inga underarter finns listade i Catalogue of Life.